# Cnephalocotes
Genre
Cnephalocotes est un genre d'araignées aranéomorphes de la famille des Linyphiidae.

## Distribution
Les espèces de ce genre se rencontrent en écozone holarctique et à Hawaï.

## Liste des espèces
Selon World Spider Catalog (version 25.0, 27/06/2024) :
- Cnephalocotes ferrugineus Seo, 2018
- Cnephalocotes obscurus (Blackwall, 1834)
- Cnephalocotes similis Gnelitsa, 2024
- Cnephalocotes simpliciceps Simon, 1900

## Systématique et taxinomie
Ce genre a été décrit par Simon en 1884 dans les Theridiidae.

## Publication originale
- Simon, 1884 : Les arachnides de France. Paris, vol. 5, p. 180-855 (texte intégral).